# Batalha de Mata Redonda
Em fins de novembro de 1635 chega ao Brasil, mandada pela metrópole para apoiar na luta contra os os holandeses, uma expedição sob o comando de Luis de Rojas y Borja, composta de 2400 homens com artilharia. Rojas y Borja vinha para substituir Matias de Albuquerque no comando das operações militares, uma vez que seria levado para a Espanha, onde seria julgado pelas derrotas em Pernambuco. Nessa mesma expedição vinha Pedro da Silva, o novo governador-geral do Brasil.
Rojas y Borja buscava uma batalha decisiva contra o inimigo, por isso organizou e fortificou sua base e ordenou missões de reconhecimento contra as defesas holandesas. No inicio de janeiro de 1636, Borja marchou para o norte com cerca de 1400 homens e os índios de Filipe Camarão, tendo ficado na base 700 homens sob o comando do Conde de Bagnoli. No dia 15 de janeiro, o grosso do exército de Borja entra em Porto Calvo. No dia 18 marcha novamente e vai ao encontro de 1500 homens sob o comando de Crestofle d'Artischau Arciszewski na localidade de Mata Redonda, onde travam um combate que resulta na morte do próprio Rojas y Borja. Depois da batalha os restos do exército luso-espanhol derrotado recuam para Porto Calvo.